# 中西南央
中西 南央（なかにし なお 、1997年1月4日 - ）は、東京都出身の日本の俳優、声優。

## 人物
- 2017年から2023年4月までは劇団ひまわりに所属していた。
- 2023年6月8日、自身のInstagramにて、Hi-mic Entertainment[1]に所属したことを報告した[2]。

## 出演

### 舞台
- 『カラフル』（2020年11月20日 - 12月13日、シアター代官山） - 小林真 役[3]
- 『民衆の敵』（2018年11月29日 - 12月23日、Bunkamura オーチャードホール） - アンサンブル [4]
- DISCOVER WORLD THEATRE vol.11『ウェンディ&ピーターパン』（2021年8月13日 - 9月5日、Bunkamura オーチャードホール） - トゥートゥルズ 役[5]
- 音楽劇『スラムドッグ$ミリオネア』（2022年8月1日 - 21日、シアタークリエ ） - アンサンブル [6]

### テレビドラマ
- 『俺のスカート、どこ行った?』（2019年4月20日 - 6月22日、日本テレビ）- 花沢将吾 役

### テレビアニメ
- 『川越ボーイズ・シング』（2023年10月 - ）- 小橋快人(IT) 役[7]

### 特撮
- 『ウルトラマンクロニクル ZERO&GEED』（2020年、グローザ星系人の声）